# Chiesa di San Martino Vescovo (Veduggio con Colzano)
La chiesa di San Martino Vescovo è la parrocchiale di Veduggio con Colzano, in provincia di Monza e Brianza ed arcidiocesi di Milano; fa parte del decanato di Carate Brianza.

## Storia
La prima citazione d'una cappella a Veduggio risale alla fine del XIII secolo ed è contenuta nel Liber Notitiae Sanctorum Mediolani, in cui si legge che era filiale della pieve dei Santi Pietro e Paolo di Agliate; una siffatta situazione si riscontra pure nella Notitia cleri del 1398.
Nel 1578 la chiesetta ricevette la visita dell'arcivescovo di Milano Carlo Borromeo; nel XVII secolo, in seguito all'incremento della popolazione del borgo, si decise di riedificare la parrocchiale su disegno di Francesco Maria Richini e nel 1684 il reverendo Domenico Cazzulani lasciò nel suo testamento dei fondi per eseguire i lavori.
Dalla relazione della visita pastorale del 1759 dell'arcivescovo Giuseppe Pozzobonelli si legge che nella parrocchiale, che aveva come filiale l'oratorio di San Michele, avevano sede le confraternite del Santissimo Nome di Gesù e del Santissimo Sacramento e che i fedeli erano 560.
Il 25 aprile 1838, come decretato dall'arcivescovo Carlo Gaetano Gaisruck, la parrocchia veduggese entrò a far parte del vicariato di Besana Brianza. 
Nel 1901 l'arcivescovo Andrea Carlo Ferrari, compiendo la sua visita pastorale, trovò che il reddito era pari a 927,29 lire, che nella parrocchiale, che aveva alle sue dipendenze l'oratorio dei Santi Antonio e Michele in località Bruscò, aveva sede la confraternita del Santissimo Sacramento e che i fedeli ammontavano a 1526.
La chiesa fu ampliata tra il 1933 e il 1934, mentre la facciata venne interessata da un restauro tra il 1941 e il 1944; nel 1972, con la riorganizzazione territoriale dell'arcidiocesi, la parrocchia entrò a far parte del decanato di Carate Brianza.

## Descrizione

### Esterno

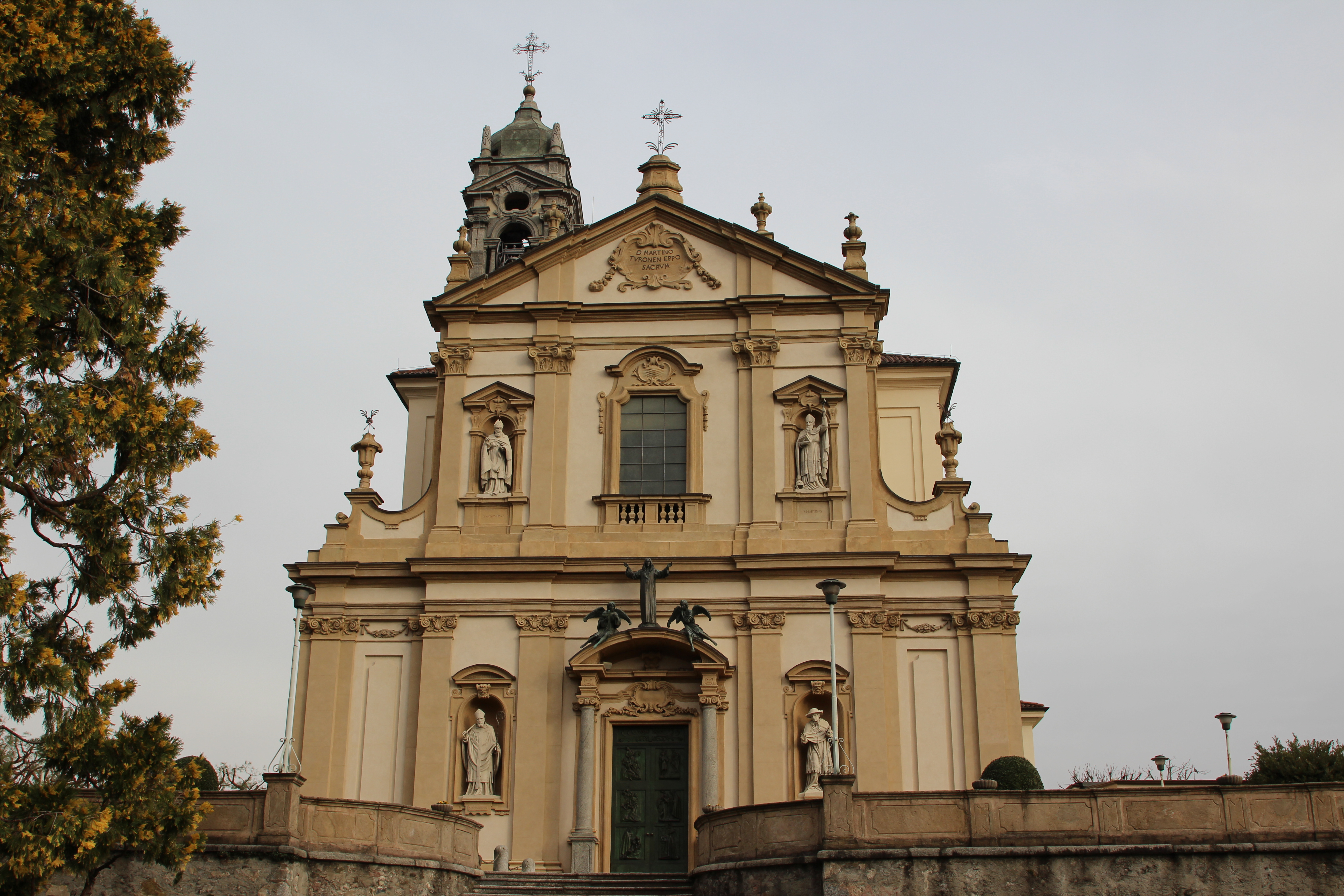
Immagine della facciata

La facciata della chiesa, che volge a occidente, è suddivisa da una cornice marcapiano in due registri; quello inferiore, più largo, è scandito in cinque parti da sei lesene binate d'ordine ionico e presenta nel mezzo il portale d'ingresso, delimitato da semicolonne e sovrastato dal timpano spezzato semicircolare, e due nicchie timpanate contenenti delle statue; quello superiore, tripartito da quattro lesene binate corinzie, è caratterizzato da un finestrone balaustrato e da due nicchie ospitanti altrettanti simulacri ed è affiancato da due volute che si concludono in due vasi alle estremità; a coronamento si staglia un grande frontone tripartito da lesene binate, contenente uno stemma in rilievo in cui si legge la scritta "D. MARTINO TVRONEN EP. PO SACRVM".

### Interno
L'interno dell'edificio si compone di un'unica navata, le cui pareti sono scandite da paraste e abbellite da dipinti; la copertura è costituita da volte a vela e a botte alternate.
Al termine dell'aula si sviluppa il presbiterio, chiuso dall'abside di forma semicircolare; la controfacciata è caratterizzata dalla cantoria, sopra la quale è collocato l'organo.